# Computer-assisted personal interviewing
La entrevista personal asistida por ordenador (CAPI por sus siglas en inglés) es una técnica de entrevista en la que la persona encuesta o entrevistadora utiliza un dispositivo electrónico para responder las preguntas. Es similar a la entrevista telefónica asistida por computadora, excepto que la entrevista se lleva a cabo en persona en lugar de por teléfono. Este método suele ser preferido a una entrevista telefónica cuando el cuestionario es largo y complejo. Se ha clasificado como una técnica de entrevista personal porque un entrevistador suele estar presente para servir como anfitrión y guiar al entrevistado. Si no hay ningún entrevistador presente, se puede usar el término Autoentrevista asistida por computadora (CASI por sus siglas en inglés) . Un ejemplo de una situación en la que se utiliza CAPI como método de recopilación de datos es la Encuesta británica sobre delincuencia.
Las características de esta técnica de entrevista son:
- El encuestado o un entrevistador usa un dispositivo informático (puede ser una computadora portátil, una tableta o un teléfono inteligente) y responde un cuestionario.
- El cuestionario es una aplicación que lleva al encuestado a través de un conjunto de preguntas utilizando una ruta basada en las respuestas dadas por el encuestado.
- Se proporcionan pantallas de ayuda y mensajes de error.
- Las pantallas coloridas y los estímulos dentro y fuera de la pantalla pueden aumentar el interés y la participación del encuestado en la tarea.
- Este enfoque se utiliza en los centros comerciales, precedido por el proceso de selección.
- CAPI también se usa para entrevistar hogares, utilizando técnicas de muestreo como el recorrido aleatorio para obtener una representación justa del área que se debe entrevistar.
- También se utiliza para realizar investigaciones de empresa a empresa en ferias comerciales o convenciones.

## Ventajas CAPI
- El entorno cara a cara le permite al entrevistador capturar comentarios verbales y no verbales.
- Las entrevistas personales permiten entrevistas de mayor duración. Las entrevistas de 45 minutos o más no son infrecuentes.
- Los dispositivos modernos pueden grabar comentarios de audio del encuestado, rastrear la ubicación del GPS y permitir que se tomen fotografías de la entrevista, lo que aumenta la calidad de los datos.
- No es necesario transcribir los resultados a un formato informático. El programa de ordenador puede construirse para colocar los resultados directamente en un formato que pueda ser leído por programas de análisis estadístico tales como PSPP o DAP .
- La presencia de un entrevistador es de ayuda cuando se investiga el conocimiento espontáneo de ciertos temas.
- El entrevistador puede verificar que el encuestado que responde las preguntas es la persona que necesita ser entrevistada.

## Desventajas CAPI
- Entrevistar de esta manera puede ser cara.
- En comparación con las entrevistas web, puede llevar más tiempo recopilar datos.

## Autoentrevista asistida por computadora (CASI)
La gran diferencia entre una autoentrevista asistida por computadora (CASI) y una entrevista personal asistida por computadora (CAPI) es que en esta última está presente un entrevistador, pero en la primera no. Hay dos tipos de autoentrevista asistida por computadora: un "CASI de video" y un "CASI de audio". Ambos tipos de autoentrevistas asistidas por computadora podrían tener una gran ventaja sobre las entrevistas personales asistidas por computadora, porque los sujetos podrían estar más inclinados a responder preguntas delicadas. La razón de esto es que sienten que un CASI es más privado debido a la ausencia de un entrevistador.

## Ventajas CASI
Esta forma de entrevista es sustancialmente más barata cuando se requiere un gran número de encuestados, porque:
- No hay necesidad de reclutar o pagar a los entrevistadores. Los encuestados pueden completar los cuestionarios por sí mismos.
- El programa se puede colocar en un sitio web, atrayendo potencialmente a una audiencia mundial.
- Otra ventaja es que existe una mayor probabilidad de obtener respuestas verdaderas y honestas de los sujetos en asuntos muy delicados.

## Desventajas CASI
- Es probable que la encuesta atraiga solo a los encuestados que son "expertos en informática", lo que introduce un posible sesgo en la encuesta.
- La encuesta puede pasar por alto comentarios y aclaraciones/control de calidad que podría proporcionar un entrevistador personal. Por ejemplo, una pregunta que debe interpretarse de una manera particular, pero que también podría interpretarse de manera diferente, puede generar preguntas para los encuestados. Si no hay un entrevistador presente, estas preguntas no se responderán, lo que podría causar un sesgo en los resultados del cuestionario.

## Video-CASI
Los Video-CASI a menudo se utilizan para hacer que un cuestionario complejo sea más comprensible para la persona que está siendo entrevistada. Con video-CASI, los encuestados leen las preguntas tal como aparecen en la pantalla e ingresan sus respuestas con el teclado (o algún otro dispositivo de entrada). La computadora se encarga de las tareas de "limpieza" o administrativas para el encuestado . Las ventajas de video-CASI son el control automatizado de preguntas complejas, la capacidad de adaptar las preguntas en función de las respuestas anteriores, el control en tiempo real de las respuestas inconsistentes y fuera de rango, y la estandarización general de la entrevista.
Sin embargo, Video-CASI posee desventajas significativas. Lo más obvio es que el video-CASI exige que el encuestado sepa leer con cierta facilidad. Una segunda desventaja, más sutil, es que, al menos con las pantallas basadas en caracteres de muchas aplicaciones de video-CASI de la actualidad, la carga visual y de lectura impuesta al encuestado parece ser mucho mayor que con un formulario en papel con un diseño atractivo. El tamaño de los caracteres y otras cualidades de la interfaz de usuario del ordenador parecen exigir más experiencia de lectura y pantalla de ordenador que la que poseen muchos que podrían ser lectores competentes de material impreso. Las interfaces gráficas de usuario ( GUI ) pueden reducir o eliminar este problema, pero el software actual utilizado para desarrollar aplicaciones de video-CASI generalmente carece de esta característica.

## Audio-CASI
Audio-CASI (a veces llamado CASI-Telefónico) hace preguntas a los encuestados de forma auditiva. Audio-CASI tiene la misma ventaja que Video-CASI en que puede hacer que un cuestionario complejo sea más comprensible para la persona que está siendo entrevistada. Proporciona privacidad (o anonimato) de respuesta equivalente a la de los cuestionarios autoadministrados (SAQ) en papel. A diferencia de Video-CASI, Audio-CASI ofrece estas ventajas potenciales sin limitar la recopilación de datos al segmento alfabetizado de la población.
Al agregar representaciones de audio simultáneas de cada pregunta e instrucción en voz alta, audio-CASI puede eliminar las barreras de alfabetización para la autoadministración de Video-CASI o SAQ. En audio-CASI, se adjunta una caja de audio a la computadora; los encuestados se ponen auriculares y escuchan las opciones de preguntas y respuestas a medida que se muestran en la pantalla. Los encuestados tienen la opción de apagar la pantalla para que las personas que ingresan a la sala no puedan leer las preguntas, apagar el sonido si pueden leer más rápido de lo que se pronuncian las preguntas o mantener tanto el sonido como el video mientras responden las preguntas. Los encuestados pueden ingresar una respuesta en cualquier momento y pasar a la siguiente pregunta sin esperar a que se complete la pregunta de audio y las opciones de respuesta para una pregunta.
Las ventajas de audio-CASI, entonces, son que la adición de audio hace que CASI sea totalmente aplicable a una amplia gama de encuestados. Las personas con habilidades de lectura limitadas o nulas pueden escuchar, comprender y responder al contenido completo del instrumento de la encuesta . Los observadores de las entrevistas de audio-CASI también informan a menudo que incluso con lectores aparentemente buenos, las entrevistas de audio-CASI parecen captar de manera más efectiva y completa la concentración de los encuestados. Esto puede deberse a que el uso de auriculares aumenta el aislamiento del encuestado frente a los estímulos externos, y también puede explicarse por el hecho de que la voz humana grabada en el componente de audio evoca una interacción más personalizada entre el encuestado y el instrumento.

## Investigación sobre la entrevista asistida por computadora
Los métodos de entrevista asistidos por computadora como CAPI, CATI o CASI han sido el foco de revisiones sistemáticas sobre los efectos de las entrevistas asistidas por computadora en la calidad de los datos . Esas revisiones indican que los métodos asistidos por computadora son aceptados tanto por los entrevistadores como por los encuestados, y estos métodos tienden a mejorar la calidad de los datos. Waterton y Duffy (1984) compararon informes de consumo de alcohol en CASI y entrevistas personales. En general, los informes de consumo de alcohol fueron un 30 por ciento más altos con el procedimiento CASI, y los informes de consumo de licor fueron un 58 por ciento más altos.
En un estudio que comparó Audio-CASI con SAQ en papel y Video-CASI, los investigadores demostraron que los sistemas Audio-CASI y Video-CASI funcionan bien incluso con sujetos que no están muy familiarizados con las computadoras. De hecho, los encuestados prefirieron los CASI de audio y video a los SAQ en papel. Los sistemas computarizados también eliminaron los errores en la ejecución de las instrucciones de "salto" que ocurrían cuando los sujetos completaban los SAQ en papel. En varios casos, los sistemas computarizados también parecían alentar informes más completos de comportamientos delicados, como el uso de drogas ilícitas. Entre los dos sistemas CASI, los encuestados calificaron Audio-CASI más favorablemente que Video-CASI en términos de interés, facilidad de uso y preferencia general.